# آرشینوف
آرشینوف (انگلیسی: Arshinov) یک منطقه مسکونی در قزاقستان است که در استان آتیرائو واقع شده است.